# Sistema quinario
El sistema quinario o sistema pentario es el sistema de numeración quinario de base [5] usando los símbolos 0,1,2,3,4. Para convertir un número al sistema Quinario, realizamos una división sucesiva entre [5], el último cociente y todos los residuos son las cifras de número quinario.      
Para representar cualquier número en el sistema de numeración en base 5, se utilizan los dígitos del 0 al 4. De acuerdo con este método, el número cinco se escribe 10, el número veinticinco 100 y el sesenta se escribe 220.
En el siglo XX, solamente ciertas tribus de África seguían utilizando un sistema de base 5. Sin embargo, el sistema de base diez sistema de numeración decimal ha prevalecido en la mayoría de los territorios y éstas tribus, como todas las otras culturas que usaban el sistema quinario, se han convertido                                             
en el. Así que el cinco es un número primo, y por ello el sistema quinario se utiliza como sub-base del sistema de numeración decimal y el Sistema vigesimal
A pesar de su parecido, el término quinario no hace referencia a quince, sino a cinco, siendo también el nombre de una antigua moneda romana del mismo valor. El sistema de numeración en base quince se podría llamar, según aparece en algunos documentos, como Quindenario, o pentadecimal.
- Decimal ---->   Biquinario

- 0   ---->        01  00001
- 1   ---->        01  00010
- 2   ---->        01  00100
- 3   ---->        01  01000
- 4   ---->        01  10000
- 5   ---->        10  00001
- 6   ---->        10  00010
- 7   ---->        10  00100
- 8   ---->        10  01000
- 9   ---->        10  10000

## Sistemas quinarios en el mundo [1]

#### Asia
- Sumerian: gesh (1), min (2), esh (3), limmou (4), ia (5), ash (6), i-min (7 = 5+2), i-ssou (8 = 5+3), i-llimou (9 = 5+4)
- Palmyrene
- Jemer: moy (1), pee (2), bay (3), buan (4), pram (5), pram moy (6 = 5+1), pram pii (7), pram buan (8), pram buan (9)
- Bantawa: ʉk (1), hʉk (2), sum- (3), reʈ?(4), ʉk-chuk ("one hand"), ʉkchuk ʉk (6 = 1 hand + 1), ʉkchuk sum- (7=5+2), ʉkchuk sum- (8=5+3), ʉkchuk reʈ (9=5+4), hʉa-chuk ("2 hands")
- Abui: nuku (1), ayoku (2), sua (3), buti (4), yeting (5), talaama (6), yeting-ayoku (7), yeting-sua (8), yeting-buti (9)
- Sawila: sundana / dana (1), yaku (2), tuo (3), araasiku (4), yootine (5), yooting-suno (6=5+1), yooting-yaku (7=5+2), yootingtuo (8=5+3), yootaraasiku (9=5+4)
- Inupiaq: atausiq (1), malġuk (2), piŋasut (3), sisamat (4), tallimat (5), itchaksrat (6), tallimat malġuk (7 = 5+2), tallimat piŋasut (8), quliŋuġutaiḷaq (9)
- Yupik: atauciq (1), malruk (2), pingayun (3), cetaman (4), talliman (5), arvin-glegen (6), malrun-glegen (7 = 2+5), pingayun-legen (8=3+5), qulngunritaraan (9) en alutiik 29: allringuq, mal’uk, pingayun, staama, talliman (5), arwilgen (6), mallruungin (7=2+5), Inglulgen (=3+5), qulnguyan (9)
- Alamblak 30: rpat (1), hosf (2), hos-fi-rpat (3=2+1), hos-fi-hosf (4=2+2), tir yohtt (5), tir yohtti rpat (6=5+1), tir yohtti hosf (7=5+2), tir yohtti hosfirpat (8=5+3), tir yohtti hosfihosf (9=5+4)
- Alyutor (Chukotko-Kamchatka): ǝnnan (1), ŋitaq (2), ŋǝruqqǝ (3), ŋǝraqqǝ (4), mǝllǝŋin (5), ǝnnan-mǝllǝŋ(in) (6=1+5), ŋitaqmǝllǝŋ(in) (7=2+5), ŋǝruqmǝllǝŋ(in) (8=3+5), ŋǝraqmǝllǝŋ(in) (9=4+5)
- Chukchi ( Chukotko-Kamchatka): ynnėn (1), ṇirėq (2), ṇyroqq (3), ṇyraqq (4), mėtḷyṇėn (5), ynnan-mytḷyṇėn (1+5), ṇėr’amytḷyṇėn (2+5), ṇyr’omytḷyṇėn (3+5), ṇyr’amytḷyṇėn (9)
- Itelmen ( Chukotko-Kamchatka): qniŋ (1), касҳ (2), č’oq (3), č’aq (4), kuvumnuk (5), kelvuk (6), etuk-tunuk (7), čo’oq-tunuk (8=3+5), ča’aq-tanak (9=4+5)
- Proto-aleoutian : *attaqa-n (1), *aallax (2), *qaanku (3), *sitsin (4), *tsang (5), *atsung (6), *allung (7), qamtsing (8), *sitsing (9)
- Proto-eskimo: *ataʁuciʁ (1), *malʁugh (2), *pingayut (3), *citama (4), *tadlimat (5), *aʁvinelegh (6), *malʁughneng aʁvinelegh (7=2+5), *ningayuneng aʁvinelegh (8=3+5), *qulengnguʁutengit (9=4+5) en naukanski yuit: ataasiq (1), maalghut (2), pingayut (3), sitamat (4), taɫimat (5), aghvinelek (6), maalghugneng aghvinelek (7=2+5), pingayuneng aghvinelek (8=3+5), qulngughutngilnguq (9)

#### África
- Proto-berber: yn (1), sn (2), krad (3), okkoz (4), fuss (5), fuss d yn (6=5+1), fuss d sn (7=5+2), fuss d krad (8=5+3), addad meraw (10-1)

- Soso: kérén (1), ̀fírín (2), sàxán (3), náání (4), súlí (5), sénní, sóló-fèré (7=5+2), sólómá-sàxán (8=3+5), sólómá-náání (9=4+5)
- Herero: oimwe (1), ombari (2), ondatu (3), oine (4), ondano (5), ohamb-oumwe (6=5+1), ohamb-ombari (7=5+2), ohamb-ondatu (8=5+3), omuvyu (9)
- Makua: mosa (1), pili (2), tharu (3), sheshe (4), thanu (5), thanu na mosa (6 = 5+1), thanu na pili (7), thanu na tharu (8), thanu na sheshe (9) en fulani / peul47 (langue nigéro-congolaise): goo (1), zizi (2), tati (3), nayi (4), joyi (5), jee-gom (6 = 5+1), jee-zizi (7), je-tati (8), je-nayi (9)
- Chichewa / chiwa: chimodzi (1), ziwiri (2), zitatu (3), zinayi (4), zisanu (5), zisanu n’chimodzi (6 = 5+1) zisanu n’ziwiri (7), zisanu n'zitatu (8), zisanu n'zinayi (9)
- Supyire: nìŋkìn (1), shùùnì (2), tàànrè (3), sìcyἑἑrè (4), kaŋkuro (5), baa-nì (6 = 5+1), baa-shùùnì (7 = 5+2), baa-tàànrè (8 = 5+3), baa-rìcyἑἑrè (9 = 5+4)
- Vai: dóndo(1), féra (2), ságba (3), náni (4), sōru (5), sūn-dóndo (6=5+1), sum-féra (7=7+2), sūn-ságba (8=5+3), sūn-náni (9=5+4).
- Nu gbaya: kpɔk (1), yiitoo (2), taar(3), naar (4), mɔɔrɔ (5), mɔɔrɔ ɗoŋ kpɔk (6=5+1), mɔɔrɔ ɗoŋ yiito (7=5+2), mɔɔrɔ ɗoŋ taar (8=5+3), mɔɔrɔ ɗoŋ naar (9=5+4)
- Pygmée de la shanga:
- Sherbro: buul (1), ting (2), ra (3), yol (4), men (5), men-buul (6=5+1), men-ting (7=5+2), men-ra (8=5+3), men-yol (9=5+4) en laalaa: wíinó (1), kanak (2), kaahaay (3), niikiis (4), yítus (5), yítus na wíinó (6=5+1), yítus na kanak (7=5+2), yítus na kaahaay (8=5+3), yítus na niikis (9=5+4) 50 en bambara (famille mandé):

#### Oceanía
- Lote: éllé (1), nai (2), mol (3), hénél (4), limé (5), limé pe ratele éllé (6), limé pe ratele nai (7), limé pe ratele mol (8), limé pe ratele hénél (9)
- Ronga : dha (1), zhua (2), telu (3), wutu (4), lima (5), lima esa (6=5+1), lima-zhua (7), zhuam-butu (8), taraesa (9)
- Wandamen 57: siri (1), muandu (2), toru (3), at (4), rim (5), rim e siri (6 = 5+1), rim e muandu (7 = 5+2), rim e toru (8 = 5+3), rim e at (9 = 5+4)
- Nyelâyu 58: pwa-laic (1), pwa-du (2), pwa-jen (3), pwa-lavaac (4), pwa-nem (5), pwanem nua pwalaix (6=5+1), pwanem nua pwadu (7=5+2), pwanem nua pwajen (8=5+3), pwanem nua pwalavaac (9=5+4)
- Sobei: tes (1), daidu (2), tou (3), fau (4), dim (5), dim-tes (6=5+1), dim-daidu (7=5+2), dim-tou (8 = 5+3), dim-fau (9=5+4) En sio 60: taitu (1), rua (2), ŋato (3), ŋapa (4), lima (5), lima kanaŋo taitu (6=5+1), lima kanaŋo rua (7=5+2), lima kanaŋo ŋato (8=5+3), lima kanaŋo ŋapa (9=5+4)
- Efaté du sud (Vanuatu): i-skei (1), i-nru (2), i-tul (3), i-fat (4), i-lim (5), i-ɪa-tes (6=5+1), i-ɪa-ru (7), i-ɪa-tul (8), i-ɪ-fot (9)
- Maskelynes: e-sua (1), e-ru (2), i-tor (3), i-vat (4), e-rim (5), (e-)malve-tes (6), (e-)məlev-ru (7), (e-)məlev-tor (8), (e-)məlev-pat (9)
- Lenakel (Vanuatu): karena (1), kiu (2), kesil (3), kuver (4), katilum (5), katilum karena (6=5+1), katilum kiu (7=5+2), katilum kesil (8=5+3), katilum kuver (9=5+4)
- Paama: tai (1), elu (2), etel (3), ehat (4), elim (5), lahi-tai (6=5+1), lau-lu (7=5+2), lau-tel (8=5+3), lau-hat (9=5+4)
- Nume: tuwal (1) l-ru (2), i-tol (3), i-ßet (4), tißi-lim (5) leße-te (6=5+1), leße-ru (7=5+2), leße-tol (8=5+3), leße-ßet (9=5+4)

#### América
- Tupinambá: oîepé (1), mokõî (2), mosapyr (3), irundyk (4), po (5), pó-oîepé (6=5+1), pó-mokõi (7=5+2), pó-mosapyr (8=5+3), pó-irundyk (9=5+4)
- Old Tupi: poteī (6), pokōi (7), poapy (8), porundy (9), kuā (10), kuateī (11), kuakōi (12), kuapy (13), kuarundy (14), kuapo (15), kuapoteī (16), mokoikuā (20), mokoikuā poapy (28), porundyma porundysā porundykuā porundy (9.999)
- Günün a küna: chüyü (1), p'üch (2), gütr (3), maalü/maala (4), katr (5) [mano], katrchüyü (5+1=6), katrp'üch (5+2=7), katrgütr (5+3=8), katrmaalü (5+4=9), tsamatskü (10) [ambas manos]
- Nheengatu: iepé (1), mukũi (2), mukũi (3), irundi (4), iepe-pu (5), pu-iepé (6=5+1), pu-mukũi (7=5+2), pu-musapíri (8=5+3), pu-irundi (9=5+4)
- Pemon: töukin (1), sakü'ne (2), seutawö’ne (3), saköröro’ne (4), mia töukin (5, "hand one"), mia töukin töukin (6 = 5+1), mia töukin sakü’ne (7=5+2), mia töukin seutawö’ne (8=5+3), mia töukin saköröro’ne (9 = 5+4)
- Paresi: hatita (1), hinama (2), hanama (3), zalakakoa (4), hakake (5, "one hand"), 6 (5+1), 7 (5+2)
- Arawak: aba (1), bian (2), kabyn (3), bithi (4), (a)badakhabo (5), (a)ba-thian (1+5), bian-thian (7=2+5), kabyn-thian (8=3+5), bithi-thian (9=4+5)
- Zuni: dobinde (1), kwili (2), ha'i (3), a:wide (4), apde (5), doba-lekk'ya (6 = 1+5), kwilelekkya (7=2+5), ha'elekk'ya (8=3+5), dena-lekk'ya
- Choctaw: achvffa (1), tuklo (2), tuchena (3), ushta (4), talhapi (5), hvnnali (6), on-tuklo (7=5+2), on-tuchena (8=5+3), chakkali (9)
- Mikasuki: łáàmen (1), toklan (2), tocheenan (3), shéetaaken (4), chahkeepan (5), ee-paaken (6), kola-paaken (7=2+5), toshna-paaken (8=3+5), oshta-paaken (9)
- Garifuna: 70 = 3x20+10 (ürüwa wein disi), 90 = 4x20+10 (gádürü wein disi)
- Nahuatl: ce (1), ome (2), ëyi (3), nawi (4), macuilli (5), chicu-ace (6 = 5+1), chic-ome (7), chicu-ëyi (8), chico-nawi (9)
- Sumo (Ulwa): aslah (1), bû (2), bâs (3), arungka (4), singka (5), ting as kau as (6 = 5+1), ting as hau bû (7), ting as kau bâs (8), ting as kau arungka (9)
- Kiliwa: msig (1), juwak (2), jmi’k (3), mnak (4), salchipam (5), msigl paayp (6=1+5), juwakl paayp (7=5+2), jmi’kl paayp (8=3+5), msigl tmat (9)
- Quetzaltepec 76: tu’uk, määjtsk, tëkëëk, taxk (4), mëkooxk (5), të-tuujk (6=1+5), wx-tuujk (7=2+5), tuk-tuujk (8=3+5), tax-tuujk (9=4+5)
- Kalina 77: òwin (1), oko (2), oruwa (3), okupàen (4), ainatone (5), òwin-tòima (6), oko-tòima (7), oruwa-tòima (8), okupàen-tòima (9) en ojibwé 78: bezhig (1), niizh (2), niswi (3), naanan (5), [n]ingodwaaswi (6), niizh-waaswi (7 = 2+5), [n]ish-waaswi (8=3+5), zhaangaswi (9)
- Montagnais (innu-aimum) 79: peik (1), nish (1), nisht (3), neu (4), patetat (5), kutu-asht (6), nishu-asht (7=2+5), nishu-aush (8=3+5), peikushteu (9)
- Mohican: nuqut (1), nis (2), shwi (3), yáw (4), nupáw (5), qut-ôsk (6=1+5), nis-ôsk (7=2+5), shw-ôsk (8=3+5), pásukokun (9)
- Cheyenne: na’êstse (1), neše (2), na’he (3), neve (4), noho (5), naesoh-to (6=1+5), nésoh-to (7=2+5), na’noh-to (8=3+5), sóoh-to (9)
- Atikamekw 82: peikw (1), nicw (2), nicto (3), new (4), niaran (5), nikot-waso (6), nico-waso (7=2+5), nic-waso (8=3+5), cakitato (9)
- Tlingit: (tléil) (1), tléix' (2), déix̱ (3), nás'k (4), daax'oon (5), keijín (6), tlei-dooshú (7=2+5), dax̱a-dooshú (8=3+5), nas'ga-dooshú (9=4+5)
- Xa islakala: n̓áukʷ (1), má՚ elaukʷ (2), yúdukʷ (3), mukʷ (4), sek̕áukʷ (5), q̓etl̕áukʷ (6), malh-áus (2+5), yudexʷ-áus (8=3+5), muw-áus (9=4+5)
- Groendlandais: ataaseq (1), marluk (2) pingasut (3), sisamat (4), tallimat (5), arfinillit (6), arfineq marluk (7=5+2), arfineq pingasut (8=5+3), qulingiluat (9=5+4)